# Université d'État de Saratov
L'université d'État de recherche nationale Nikolaï Gavrilovitch Tchernychevski de Saratov ou selon la formule courte université d'État de Saratov (en russe : Саратовский национальный исследовательский государственный университет имени Н. Г. Чернышевского) est une université située dans le sud de la Russie à Saratov.
Le recteur de l'université est depuis 2013 le professeur Alexeï Tchoumatchenko, docteur en sciences géographiques.

## Histoire

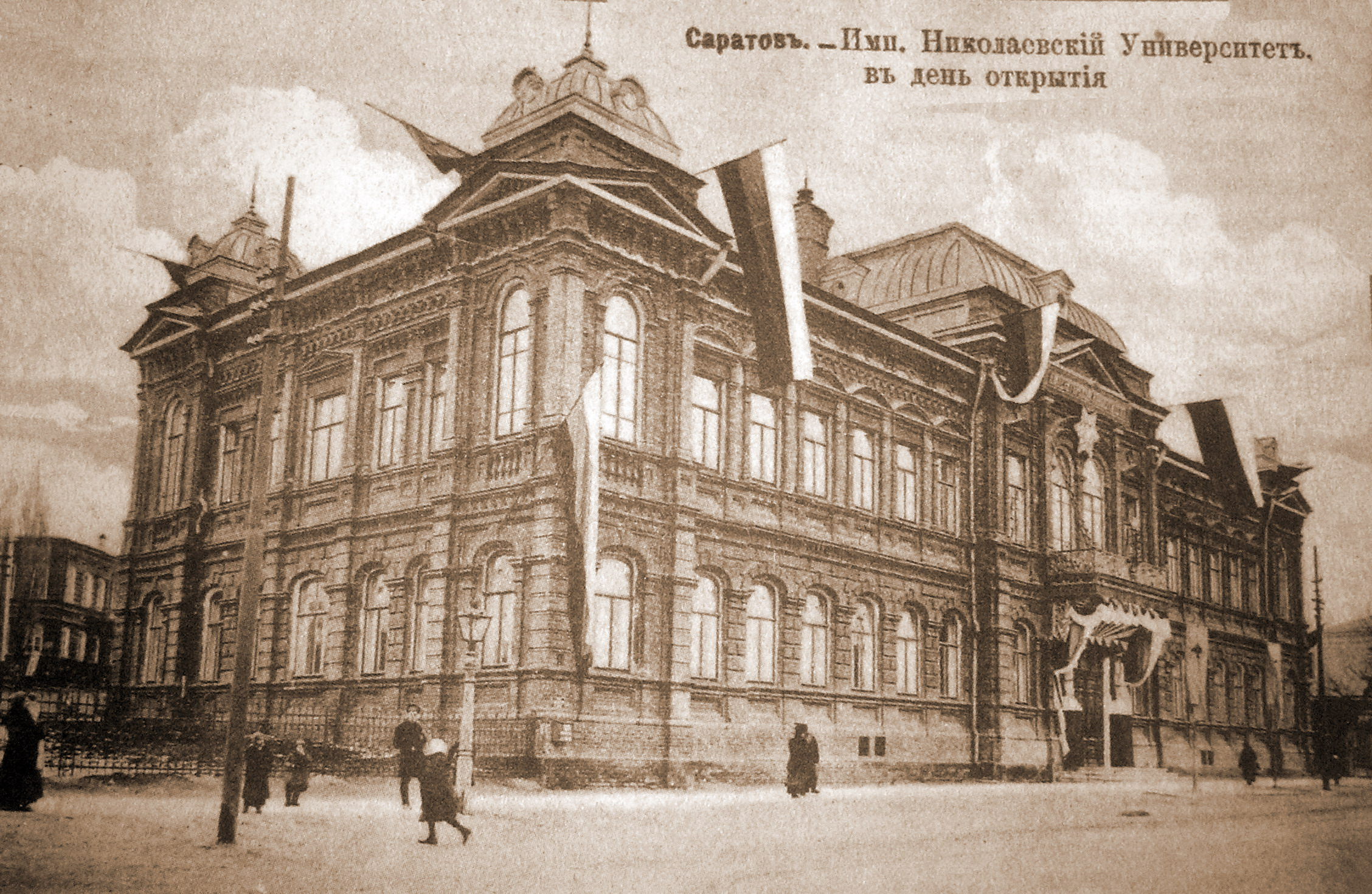
Vue de l'université nouvellement fondée en 1909.

Le 6 décembre 1909, l'université impériale de Saratov est fondée. Il s'agit donc de la plus ancienne et de la plus importante de Saratov et du sud de la Russie. Elle reçoit en 2010 le titre d'« université de recherche nationale ».
Dans la seconde moitié des années 1850, les milieux intellectuels de la région approuvent l'idée de la fondation d'une université. En 1858, le gouverneur Alexeï Ignatiev envoie une missive dans ce sens au ministère de l'Intérieur, pour ouvrir une faculté juridique et une faculté camérale. Cette idée est soutenue aussi par l'assemblée de la noblesse locale. À la fin de l'année 1867, le gouverneur Vladimir Chtcherbatov prend l'initiative de collecter des fonds pour l'université auprès des conseils de zemstvos des provinces voisines, également intéressés par l'ouverture d'un établissement d'enseignement supérieur à Saratov. Mais au début des années 1880 l'idée passe au second plan pour des raisons politiques.
Après l'ouverture de l'université de Tomsk en 1888, l'assemblée municipale se saisit à nouveau de la question en 1891, 1896, 1904 et 1906.
En 1906, le ministre de l'Instruction publique Piotr Kauffman forme une commission sur la question de l'ouverture de nouvelles universités en Russie. Des représentants de l'assemblée municipale de Saratov siègent dans cette commission, comme ceux d'autres villes : Minsk, Smolensk, Nijni Novgorod et Voronej. La délégation de Saratov envoyée en 1907 dans la capitale impériale rencontre un écho favorable, notamment auprès de Stolypine.
Le 30 novembre 1908, le conseil des ministres soumet un projet de loi devant la Douma d'État sur la fondation de l'université de Saratov, ce qui est approuvé le 8 mai 1909, confirmé en juin suivant par le conseil d'État et promulgué par la signature de Nicolas II, en croisière sur son yacht Standard. Le  nouvel établissement prend naissance le 6 décembre 1909 sous le nom d'université impériale de Saratov.
Le corps enseignant est alors de sept professeurs dont quatre provenant de l'université de Kazan, deux de l'université de Moscou et un de celle de Novorossiïsk.
L'université prend le nom d'université d'État de Saratov Nikolaï Tchernychevski en octobre 1923. Pendant la Grande Guerre patriotique, l'université d'État de Léningrad est repliée à Saratov.

## Structure de l'université

### Facultés
En plus de l'université d'origine, l'établissement comprend deux instituts pédagogiques, deux écoles d'ingénieurs et plusieurs collèges universitaires. L'université compte au total 29 facultés et propose des cours dans plus de 100 départements. Les principaux domaines de l'université comprennent les facultés suivantes: 
- Faculté de mécanique et de mathématique
- Faculté de biologie
- Faculté de chimie
- Faculté de physique
- Faculté de géographie
- Faculté de géologie
- Faculté de science et de technologie informatique
- Faculté de nanotechnologie et de technologies biomédicales
- Faculté de processus non-linéaires
- Faculté d'économie
- Faculté de droit
- Faculté de psychologie
- Faculté de sociologie
- Faculté de philosophie

### Institut pédagogique
- Faculté des langues étrangères
- Faculté de philologie russe
- Faculté de musique et de méthodes d'enseignement musical
- Faculté pour la méthodologie d'enseignement correctif et la psychologie spéciale
- Faculté d'éducation primaire
- Faculté des sciences et de la formation du sport

### Université de Balachov (institut pédagogique)
Située à Balachov.
- Faculté de physique et mathématique
- Faculté de philologie
- Faculté de psychologie et de sociologie
- Faculté d'écologie et de biologie
- Faculté de méthode d'enseignement
- Faculté d'économie nationale
- Faculté de langues étrangères

### Étudiants et professeurs
Environ 30 000 étudiants sont inscrits à cette université et le corps enseignant est de 2 400 personnes, dont 250 ont une habilitation et plus de 1 000 ont un doctorat de troisième cycle dans leur domaine.

## Photographies

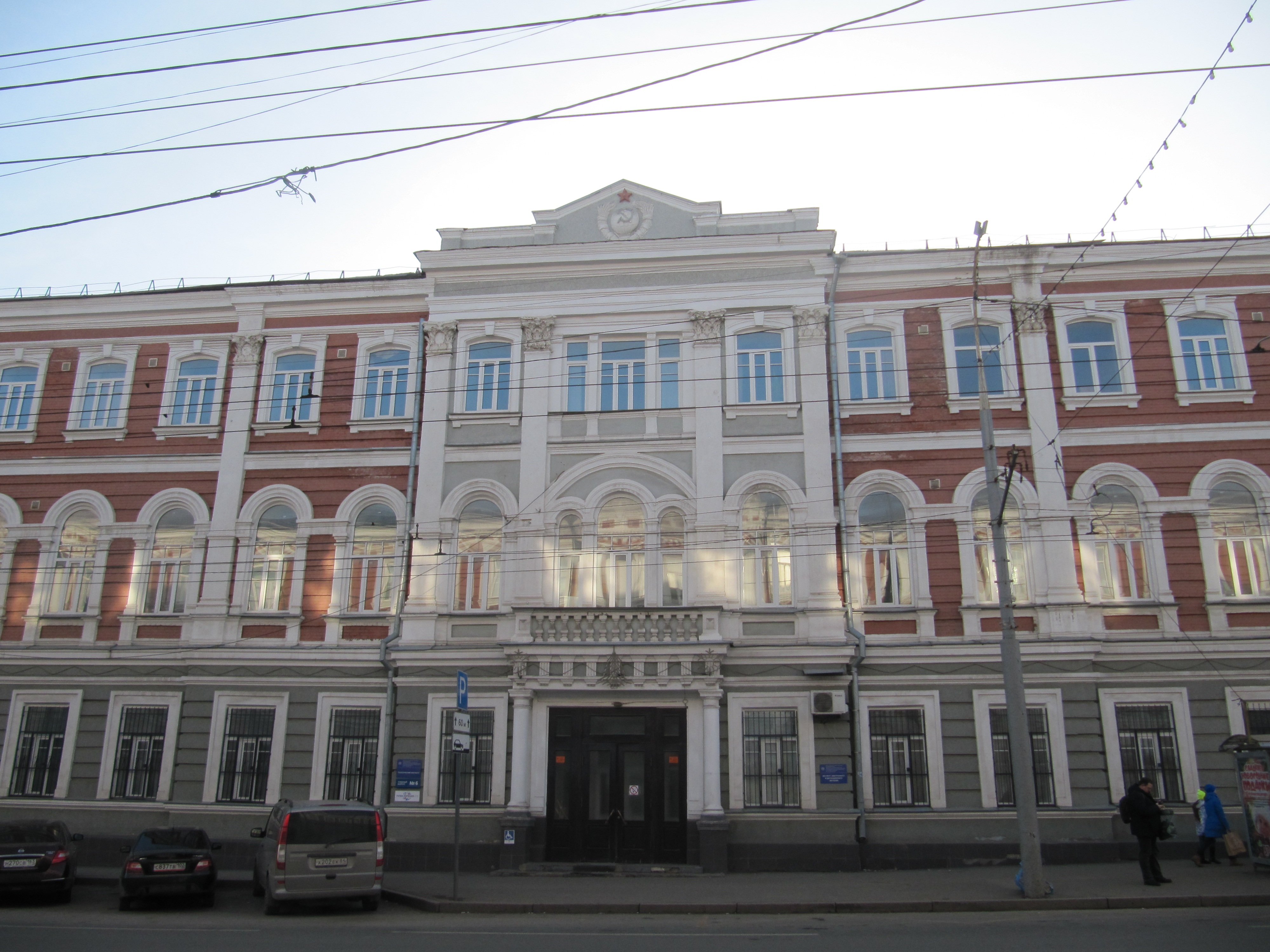
Corpus VIII, 161 rue de Moscou.
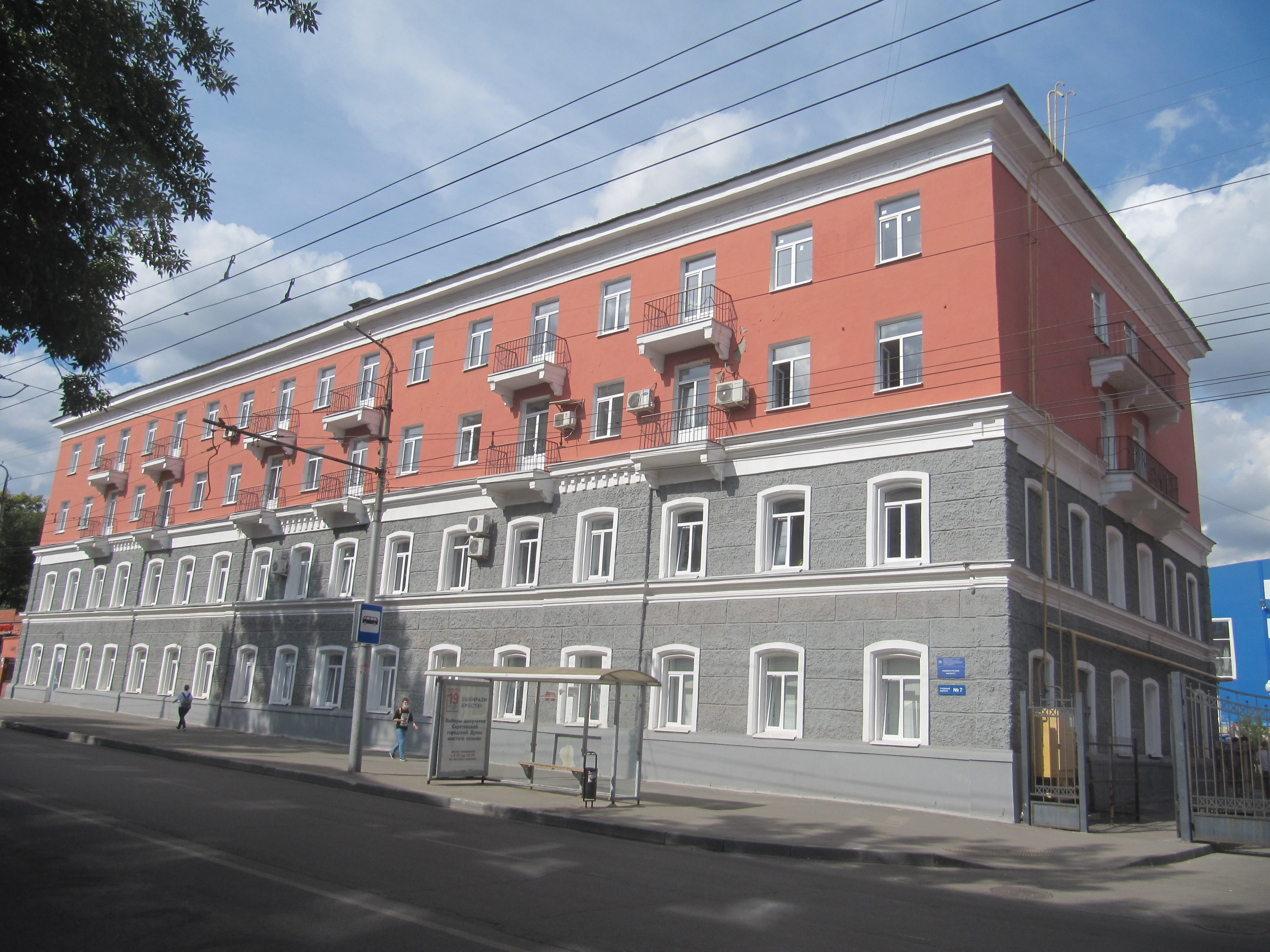
Corpus VII, 120 rue Bolchaïa Kazatchia.
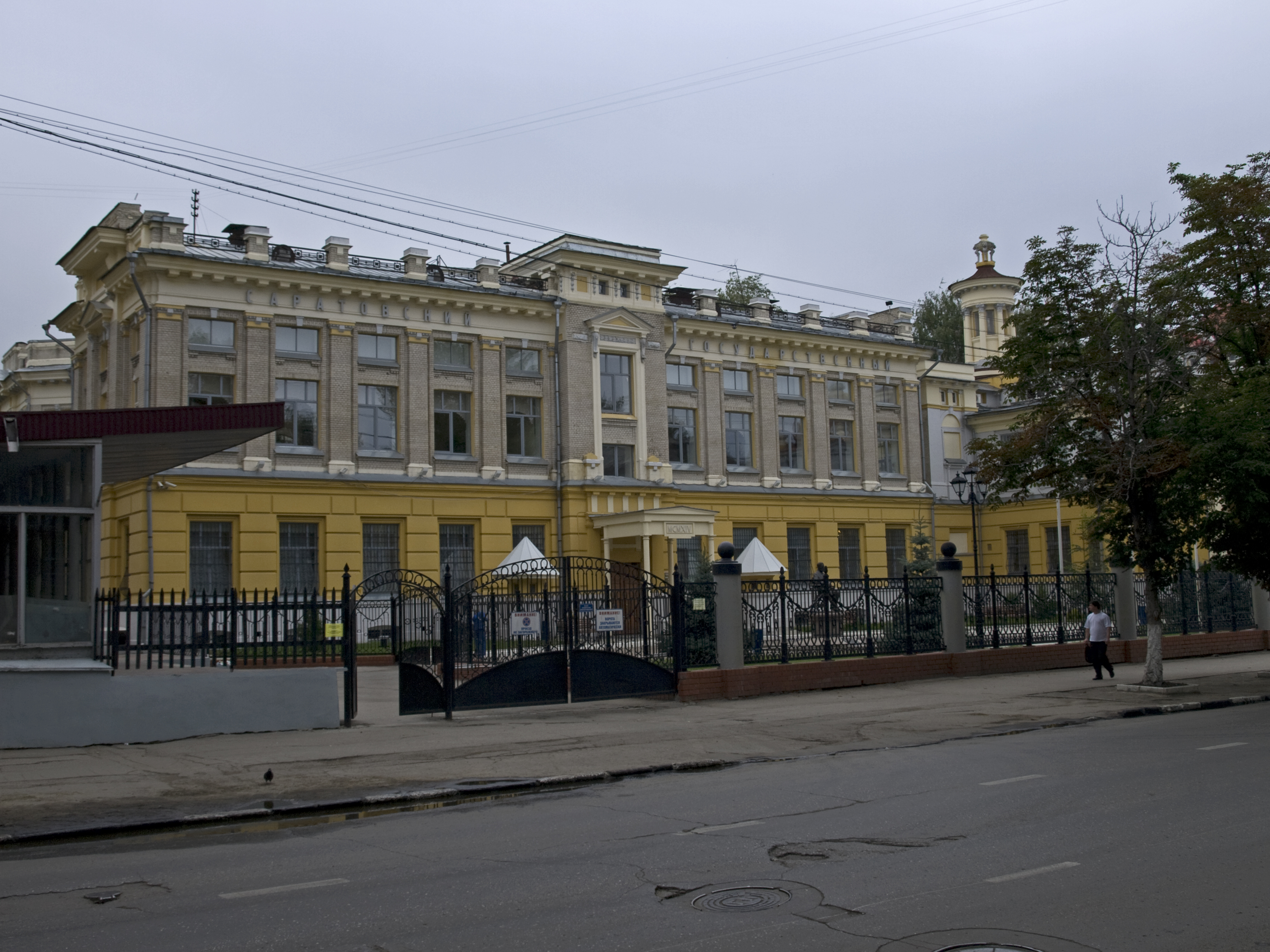
Corpus IV, 112 rue Bolchaïa Kazatchia.
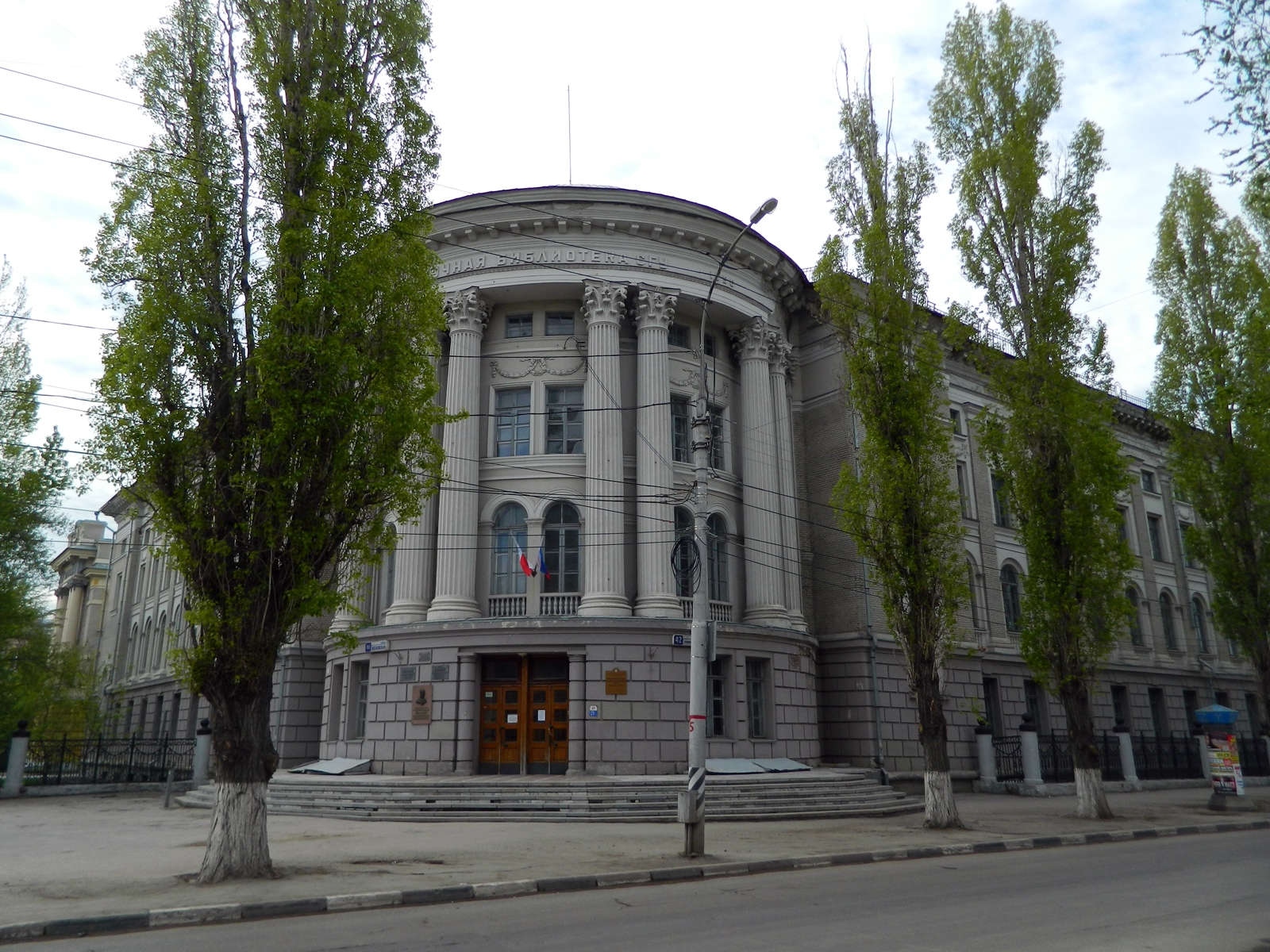
Bâtiment de la bibliothèque de l'université de Saratov, 42 rue de l'Université.